# جان آلگرو
جان مارکو آلگرو (به انگلیسی: John Marco Allegro) (۱۷ فوریه ۱۹۲۳–۱۷ فوریه ۱۹۸۸) باستان‌شناس انگلیسی و محقق طومارهای دریای مرده بود. وی از طریق کتابها و پخش‌های رادیویی‌اش طومارهای دریای مرده را به محبوبیت و سرشناسی رساند. وی ویراستار پشاریم ، برخی از مشهورترین و بحث برانگیزترین طومارهای منتشر شده، بود. تعدادی از کتابهای بعدی آلگرو، از جمله قارچ مقدس و صلیب، شهرت زیادی برای وی به ارمغان آورد که همچنین زندگی حرفه ای او را از بین برد.

## اوایل زندگی
آلگرو در سال ۱۹۲۳، پسر جان آلگرو و مابل (نی پری) متولد شد. در سال ۱۹۳۹ به مدرسه گرامر شهرستان والینگتون رفت و در در جنگ جهانی دوم به نیروی دریایی سلطنتی پیوست. پس از جنگ به آموزش برای وزارت متدیست روی آورد، اما دریافت که علاقه بیشتری به عبری و یونانی دارد، ازاین‌روز با پرداخت هزینه‌هایی که به دلیل خدمت سربازی‌اش از طریق کمک هزینه دولت داده شد، به تحصیل در دانشگاه منچستر رفت. او در سال ۱۹۵۱ مدرک افتخار خود را در رشته شرق‌شناسی در دانشگاه منچستر دریافت کرد. یک سال بعدکارشناسی ارشد خود را تحت نظارت اچ‌اچ رولی دریافت کرد. در حالی که آلگرو در ۱۹۵۳ در آکسفورد زیر نظر گادفری درایور به تحقیقات بیشتر در لهجه‌های عبری مشغول بود، توسط جرالد لانکستر هاردینگ دعوت شد تا به تیم محققانی که بر روی طومارهای دریای مرده در اورشلیم کار می‌کردند، بپیوندد، جایی که او یک سال را بر روی طومارها کار کرد. وی در سال ۱۹۵۴ به عنوان مدرس رشته فلسفه سامی تطبیقی در منچستر شد.

## زندگی شخصی و مرگ
آلگرو در سال ۱۹۴۸ با جوآن لارنس ازدواج کرد که توسط او صاحب یک پسر و یک دختر شد. در ۱۹۸۲ پیش از بازگشت به انگلیس در بالاسالای جزیره من زندگی می‌کرد. جان مارکو آلگرو در سال ۱۹۸۸ در ۶۵ سالگی در خانه اش در سندباخ، چشایر بر اثر حمله قلبی درگذشت.

## آثار
از جمله آثار آلگرو می‌توان به موارد زیر اشاره کرد:
- J.M. Allegro (1956). The Dead Sea Scrolls. Harmondsworth: Pelican.
- J.M. Allegro (1958). The People of the Dead Sea Scrolls. Garden City, NY: Doubleday & Co.
- J.M. Allegro (1960). The Treasure of the Copper Scroll. Garden City, NY: Doubleday & Co.
- J.M. Allegro (1964). Search in the Desert. Garden City NY: Doubleday & Co.
- J.M. Allegro (1965). The Shapira Affair. Garden City, NY: Doubleday & Co.
- J.M. Allegro (1968). Discoveries in the Judaean Desert of Jordan V: 4Q158–4Q186. Oxford.
- J.M. Allegro (1970). قارچ مقدس و صلیب. London: Hodder and Stoughton Ltd.
- J.M. Allegro (1970). The End of a Road. London: Macgibbon and Kee.
- J.M. Allegro (1971). The Chosen People. London: Hodder and Stoughton Ltd.
- J.M. Allegro (1977). Lost Gods (Dutch "Verdwenen goden"). Baarn, NL: H. Meulenhoff. ISBN 9022402525.
- J.M. Allegro (1979). The Dead Sea Scrolls and the Christian Myth. Devon: Westbridge Books. ISBN 0-87975-241-6.
- J.M. Allegro (1982). All Manner of Men. Springfield, IL: Charles Thomas.
- J.M. Allegro (1985). Physician, Heal Thyself. Amherst, United States: Prometheus Books.

- برخی از ژورنال‌های علمی او

- J.M. Allegro (1956). "Further Messianic References in Qumran Literature". Journal of Biblical Literature. 75 (3): 174–187. doi:10.2307/3261919. JSTOR 3261919.
- J.M. Allegro (1956). "More Unpublished Pieces of a Qumran Commentary on Nahum [4Q pNah]". Journal of Biblical Literature. 75: 304–308.
- J.M. Allegro (1958). "More Isaiah Commentaries from Qumran's Fourth Cave". Journal of Biblical Literature. 77 (3): 215–221. doi:10.2307/3264101. JSTOR 3264101.
- J.M. Allegro (1958). "Fragments of a Qumran Scroll of Eschatological Midrashim". Journal of Biblical Literature. 77 (4): 350–354. doi:10.2307/3264674. JSTOR 3264674.
- J.M. Allegro (1962). "Further Light on the History of the Qumran Sect". Journal of Semitic Studies. 7: 304–308. doi:10.1093/jss/7.2.304.